# Mion
Mion (eng. muon, od grč. μ + [elektr]on; oznaka μ–) je lepton električnoga naboja jednakoga električnomu naboju elektrona (oko –1,602 · 10–19 C), spina 1/2, mase oko 207 puta veće od mase elektrona (oko 105,658 MeV/c²) i vremena poluraspada oko 2,2 · 10–6 s. Smatra se da nema unutarnju strukturu. Nakon raspada od njega najčešće nastaju elektron i dvije vrste neutrina (mionski neutrino i elektronski antineutrino). Otkrio ga je C. D. Anderson 1936. u kozmičkom zračenju.

## Objašnjenje
Mion je elementarna čestica negativnog naboja koja zajedno s elektronom i tau leptonom spada u skupinu leptona. Označava se grčkim slovom mi, prema kojem je i dobio naziv: μ− za mion i μ+ za pozitivni antimion. Srednji životni vijek miona je 2,2 μs, što ga čini najtrajnijom nestabilnom česticom poslije neutrona. Raspadom miona uvijek nastaju tri čestice: elektron istog naboja kao i raspadajući mion, i dva različita neutrina. 
Masa mu je 105,6 MeV/c2, što je 206,7 puta veće od mase elektrona, a manje od mase nukleona. Zbog tolike mase ne usporavaju brzo u dodiru s elektromagnetskim poljem, što im omogućuje da uđu dublje u neku tvar od na primjer elektrona (takozvani sekundarni mioni, produkt kozmičkih zraka koje pogađaju Zemljinu atmosferu, mogu proći kroz Zemljinu površinu, i doći do rudnika pod zemljom). U starijoj literaturi se nazivao mi-mezon (grčki meso-, "između"), iako se prema modernoj podjeli ne ubraja u mezone.
S obzirom na to da imaju veliku masu i energiju, ne nastaju radioaktivnim raspadom. Često nastaju u velikim količinama prilikom visokoenergetskih interakcija normalnih tvari, ili u LHC pokusima koji uključuju hadrone, ili pak tijekom interakcija kozmičkih zraka i čestica u atmosferi, prilikom čega nastaju pi mezoni, koji se raspadnu na mione. Kao i drugi nabijeni leptoni, i mion ima mionski neutrino (vμ), koji se razlikuje od elektronskog neutrina, i sudjeluje u različitim nuklearnim reakcijama.

## Povijest
Mion su otkrili C. D. Anderson i Seth Neddermeyer sa sveučilišta Caltech, još 1936., poučavajući kozmičko zračenje. Anderson je primijetio čestice s drukčijim zakretom od elektrona i protona prilikom prolaska kroz magnetsko polje. Bile su negativno nabijene, ali su skretale manje od elektrona, a više od protona. Pretpostavljeno je da imaju isti naboj kao elektron, ali veću masu od elektrona, a manju od protona. Anderson je čestice nazvao mezotron, gdje grčki prefiks mezo- znači srednji. Postojanje miona potvrdili su 1937. J. C. Street i E. C. Stevenson.

## Antimion
Antimion (oznaka μ+) je antilepton jednake mase, spina i vremena poluraspada kao mion, a pozitivnoga električnoga naboja jednakog iznosa.

## Leptoni
Od leptona najpoznatiji je elektron, stoga su leptoni najviše i proučavani jer se svojstva elektrona zrcale u mionu i tau leptonu. Ova tri leptona imaju isti električni naboj i malo toga, osim mase, razlikuje elektron od miona i tau leptona. Jedina očita razlika je u tome što se mion i tau lepton mogu raspadati na druge čestice (iz prve i druge generacije leptona i njihove antičestice), dok je elektron stabilna čestica. Isto kao i kod kvarkova, masa leptona se povećava kako idemo prema višoj generaciji. 
Ostala tri leptona se nazivaju neutrini jer su električki neutralni. Treba napomenuti da nije isto reći, na primjer, da je neutron bez naboja i da je neutron neutralan. Neutron se sastoji od tri kvarka i svaki od njih nosi električni naboj koji se u konačnom zbroju poništi. Neutrini, za razliku od neutrona, su elementarne čestice. Kao takve nisu građene od drugih elementarnijih komponenti, oni su istinski neutralni. Stoga, da bi razlikovali takve čestice od onih kojima se naboji komponenti poništavaju, reći ćemo za neutrine (i slične čestice) da su neutralni, a za neutrone (i čestice slične njima) da su bez naboja. Prema standardnom modelu smatra se da su neutrini čestice bez mase, iako rezultati pokusa Super-Kamiokande u Japanu (M. Koshiba) daju naznaku da bi neutrini ipak mogli imati izuzetno malu, ali konačnu masu. Budući da su neutrini bez mase i neutralni, to im uskraćuje bilo kakvu fizičko postojanje. Međutim, neutrini imaju energiju i ta ih energija čini stvarnima.
Leptoni, za razliku od kvarkova, postoje u prirodi kao zasebne čestice. Elektron je vrlo poznata čestica i njegova svojstva su uspostavljena u osnovama fizike. Drugi lepton, elektronski neutrino, je manje poznat ali jednako čest u prirodi. U velikom broju ga proizvode neki radioaktivni procesi i središnje jezgre nuklearnih reaktora, dok je Sunce najveći proizvođač. Približno 1012 elektronskih neutrina prođe kroz naše tijelo svake sekunde, većina nastala u nuklearnim reakcijama koje se odvijaju u jezgri Sunca. Budući da jako rijetko djeluju s materijom veliki broj neutrina koji prođe kroz naše tijelo ne čini nikakvu štetu. 
Leptoni druge generacije su rjeđi, ali ih se može naći u prirodi. Mione je lako proizvesti u laboratorijskim pokusima. Osim po masi, vrlo su slični elektronima. Zbog velike mase su nestabilni pa se raspadaju na elektrone i neutrina. Jednostavno se mogu promatrati u pokusima s kozmičkim zrakama.
Članovi treće generacije (tau leptoni) nisu viđeni u nikakvim prirodnim procesima, barem ne u ovom stadiju razvoja svemira. Mnogo ranije, kada je svemir bio topliji i kada su čestice imale daleko više energije, leptoni treće generacije su često nastajali u prirodnim reakcijama. To je međutim bilo prije nekoliko milijardi godina. Danas se tau lepton može promatrati samo u laboratorijskim pokusima, dok tau neutrino nije izravno viđen u pokusima već se njegovo prisustvo daje zaključiti iz određenih reakcija.

### Leptonski broj
Leptonski broj je pretpostavka da leptoni posjeduju neko unutarnje svojstvo koje se ne može mjeriti na standardni način (u smislu kao što se mogu mjeriti električni naboj ili masa), ali po kojem se poput generacije kvarkova međusobno razlikuje. Do nedavno se mislilo da leptonski naraštaji ne komuniciraju, što znači da bi zasebno bili očuvani leptonski brojevi, to jest ukupan broj leptona: Le, Lμ, Lτ.

### Antileptoni
Antimaterija i antičestice zaista postoje, samo ne na način na koji je često predstavljena u filmovima. Moguće ju je stvoriti u laboratorijima i čestični fizičari je često koriste u svojim pokusima.
Suvremena teorija govori da svaka čestica ima svoju antičesticu, česticu iste mase i spina, ali suprotnog naboja. Osim po naboju, čestice i antičestice se razlikuju po nizu drugih svojstava. Na primjer, po leptonskom broju, barionskom broju, i tako dalje. Svojstva koja su jednaka kod čestica i atičestica jesu masa, spin, vrijeme poluraspada, i tako dalje. Dakle, antimaterija se sastoji od antičestica, isto kao što se materija sastoji od čestica. Antimaterija je osobito rijetka u svemiru i ne zna se zašto svemir ne sadrži istu količinu materije i antimaterije. Ako postoji velika količina antimaterije, onda je negdje dobro sakrivena.
Ukratko, imamo 6 leptona svrstanih u 3 generacije i 6 antileptona također svrstanih u 3 generacije. Antileptoni su iste mase i spina kao i leptoni, no suprotnog naboja i leptonskog broja. U donjoj tablica, koja predstavlja proširenu leptonsku "porodicu", u drugom redu su smješteni antileptoni kojima je pridružen leptonski broj suprotnog predznaka:
| Leptonski broj      | +1                                                                               | 0                                   | -1                                                                                              |
| Elementarna čestica | elektron, mion, tau lepton, elektronski neutrino, mionski neutrino, tau neutrino | kvarkovi, barioni, mezoni, bozoni … | pozitron, antimion, antitauon, elektronski antineutrino, mionski antineutrino, tau antineutrino |